# Nat King Cole Sings My Fair Lady
Nat King Cole Sings My Fair Lady è un album in studio del musicista statunitense Nat King Cole, pubblicato nel 1963.
Le canzoni che compongono il disco sono tratte dal musical My Fair Lady.

## Tracce
Testi di Alan Jay Lerner, musiche di Frederick Loewe.

1. With a Little Bit of Luck – 2:52
2. I Could Have Danced All Night – 2:30
3. The Rain in Spain – 3:26
4. On the Street Where You Live – 3:12
5. I'm an Ordinary Man – 5:14
6. Get Me to the Church on Time – 2:30
7. Show Me – 3:37
8. I've Grown Accustomed to Her Face – 2:48
9. You Did It – 4:09
10. Wouldn't It Be Loverly – 2:51
11. A Hymn to Him – 3:10